# Mu Guiying
Mu Guiying (Mù Guìyīng 穆桂英) est une héroïne chinoise légendaire de la dynastie Song et un personnage important des légendes des généraux de la famille Yang. Elle est la femme de Yang Zongbao et la mère de Yang Wenguang. Brave, résolue et loyale, elle est un  symbole culturel de la femme déterminée.

## Légende
Mu Guiying apprend les arts martiaux dès son jeune âge auprès de son père, le bandit Mu Yu (穆羽), qui gouvernait la forteresse de Muke (穆柯寨). Un jour, le héros Yang Zongbao, cadet de la famille Yang, vient devant la forteresse demander la canne Dompte-Dragon sur l'ordre de son père, le général Yang Yanzhao. Mu Guiying refuse, ce qui les conduit à s'affronter lors d'un duel à l'issue duquel Yang Zongbao est capturé. Ce dernier n'accepte pas la reddition et demande la mort mais attirée par son prisonnier, Mu lui propose un mariage. Zongbao accepte finalement et retourne rapporter les événements à son père. Yang Yanzhao, furieux, ordonne l'exécution de son fils, disgracié. Pour sauver son mari, Mu Guiying sort de sa forteresse pour combattre Yanzhao et le fait prisonnier. Elle s'excuse auprès de son beau-père et il accepte finalement le mariage. Mu est alors accueillie dans la famille et dans les troupes de la famille Yang.
Mu Guiying joue un rôle important dans la guerre contre les Khitans, en particulier, en déjouant leur formation des « Portes célestes » (天門陣)[réf. souhaitée]. 
Elle a deux enfants avec Yang Zongbao, un fils Yang Wenguang et une fille Yang Jinhua.

## Héritage
Mu Guiying est, dans certains endroits, vénérée comme une Déesse des Portes, habituellement en compagnie de Qin Liangyu.
Le cratère vénusien Mu Guiying a été nommé en son honneur.
Durant le Grand Bond en avant (1958-1960), Mu Guiying a largement été mise en valeur et une Brigade féminine Mu Guiying a été créée.

## Interprétation dans les films et séries
- Ivy Ling Po dans les 14 Amazones (1972)
- Liza Wang dans Young's Female Warrior (1981)
- Thoai My dans Thap Tu Nu Anh Hao (1992)
- Mak Ging-ting in Heroic Legend of the Yang's Family & The Great General (1994)
- Amy Chan in The Heroine of the Yangs (1998)
- Cecilia Cheung in Legendary Amazons (2011)
- Miao Pu in Mu Guiying Takes Command (2011)
- Siqin Gaowa in Bai Yutang (2013)